# Mistrzostwa Hiszpanii w Lekkoatletyce 2013
Mistrzostwa Hiszpanii w Lekkoatletyce 2013 – zawody lekkoatletyczne, które odbyły się w Alcobendas 27 i 28 lipca.

## Rezultaty

### Mężczyźni
| Konkurencja:                  | 1. miejsce             | Rezultat    |
| Bieg na 100 m                 | Ángel David Rodríguez  | 10,26       |
| Bieg na 200 m                 | Bruno Hortelano        | 20,58 NUR   |
| Bieg na 400 m                 | Samuel García          | 46,43       |
| Bieg na 800 m                 | Kevin López            | 1:47,96     |
| Bieg na 1500 m                | David Bustos           | 3:47,11     |
| Bieg na 5000 m                | Sergio Sánchez         | 13:32,68    |
| Bieg na 110 m przez płotki    | Francisco Javier López | 13,82       |
| Bieg na 400 m przez płotki    | Diego Cabello          | 50,28       |
| Bieg na 3000 m z przeszkodami | Ángel Mullera          | 8:29,61     |
| Chód na 10 000 m              | Miguel Ángel López     | 39:07,58 PB |
| Skok wzwyż                    | Simón Siverio          | 2,20        |
| Skok o tyczce                 | Igor Bychkov           | 5,65 PB     |
| Skok w dal                    | Jean Marie Okutu       | 7,76        |
| Trójskok                      | Pablo Torrijos         | 16,71w      |
| Pchnięcie kulą                | Borja Vivas            | 19,92       |
| Rzut dyskiem                  | Mario Pestano          | 63,87       |
| Rzut młotem                   | Javier Cienfuegos      | 76,08       |
| Rzut oszczepem                | Manuel Uriz            | 69,60       |
| Dziesięciobój                 | David Gómez            | 7484 pkt.   |

### Kobiety
| Konkurencja:                  | 1. miejsce          | Rezultat    |
| Bieg na 100 m                 | Estela García       | 11,61       |
| Bieg na 200 m                 | Estela García       | 23,90       |
| Bieg na 400 m                 | Aauri Lorena Bokesa | 51,77 PB    |
| Bieg na 800 m                 | Adriana Cagigas     | 2:08,75     |
| Bieg na 1500 m                | Natalia Rodríguez   | 4:24,13     |
| Bieg na 5000 m                | Dolores Checa       | 15:41,79    |
| Bieg na 100 m przez płotki    | Olatz Arrieta       | 13,96       |
| Bieg na 400 m przez płotki    | Laura Sotomayor     | 59,12       |
| Bieg na 3000 m z przeszkodami | Diana Martín        | 9:54,37     |
| Chód na 10 000 m              | Julia Takács        | 42:32,74 NR |
| Skok wzwyż                    | Ruth Beitia         | 1,93        |
| Skok o tyczce                 | Naroa Agirre        | 4,40        |
| Skok w dal                    | María del Mar Jover | 6,55        |
| Trójskok                      | Patricia Sarrapio   | 13,50       |
| Pchnięcie kulą                | Úrsula Ruiz         | 16,50       |
| Rzut dyskiem                  | Sabina Asenjo       | 52,58       |
| Rzut młotem                   | Berta Castells      | 66,88       |
| Rzut oszczepem                | Nora Bicet          | 55,96       |
| Siedmiobój                    | Estefanía Fortes    | 5340 pkt.   |

## Chód na 20 km
Mistrzostwa Hiszpanii w chodzie na 20 kilometrów rozegrano 3 marca w Murcji.

### Mężczyźni
| Konkurencja:  | 1. miejsce       | Rezultat |
| Chód na 20 km | Benjamín Sánchez | 1:22:33  |

### Kobiety
| Konkurencja:  | 1. miejsce   | Rezultat   |
| Chód na 20 km | Julia Takács | 1:28:44 PB |

## Bieg na 10 000 m
Mistrzostwa Hiszpanii w biegu na 10 000 metrów rozegrano 6 kwietnia w Mataró.

### Mężczyźni
| Konkurencja:     | 1. miejsce        | Rezultat |
| Bieg na 10 000 m | Carles Castillejo | 27:57,92 |

### Kobiety
| Konkurencja:     | 1. miejsce      | Rezultat    |
| Bieg na 10 000 m | Lidia Rodríguez | 32:50,34 PB |

## Półmaraton
Mistrzostwa Hiszpanii w półmaratonie rozegrano 9 czerwca w Albacete.

### Mężczyźni
| Konkurencja: | 1. miejsce     | Rezultat |
| Półmaraton   | Ayad Lamdassem | 1:03:55  |

### Kobiety
| Konkurencja: | 1. miejsce         | Rezultat |
| Półmaraton   | Alessandra Aguilar | 1:12:55  |

## Maraton
Mistrzostwa Hiszpanii w biegu maratońskim rozegrano 24 listopada w San Sebastián.

### Mężczyźni
| Konkurencja: | 1. miejsce        | Rezultat |
| Maraton      | Carles Castillejo | 2:12:43  |

### Kobiety
| Konkurencja: | 1. miejsce       | Rezultat   |
| Maraton      | Estela Navascues | 2:32:38 PB |

## Biegi przełajowe
Mistrzostwa Hiszpanii w biegach przełajowych rozegrano 10 marca w Granollers.

### Mężczyźni
| Konkurencja:  | 1. miejsce     |
| Bieg na 12 km | Sergio Sánchez |

### Kobiety
| Konkurencja: | 1. miejsce      |
| Bieg na 8 km | Gema Barrachina |